# 黄斑后棱蛇
黄斑后棱蛇（学名：Opisthotropis maculosa），一种分布于泰国东北部及中国南方广东、广西等地区的爬行动物，隶属于游蛇科后棱蛇属。
2020年研究人员结合形态学和分子生物学研究结果，发现广西十万大山分布的黄斑后棱蛇种群其实是海河后棱蛇（Opisthotropis haihaensis），而广西中部五皇岭和广东西南部云开山脉（黑石顶和大雾岭）分布的种群是一个独立新种─张氏后棱蛇（O. hungtai）。取消了黄斑后棱蛇在中国境内的分布记录，本种仅分布于泰国东北部。

## 形态特征
黄斑后棱蛇头部及身体背部呈黑色具光泽，身体上的鳞片具有黄点，体侧的黄点变大，身体腹面的鳞片为黄色带黑边。